# Unterwasser
Unterwasser är en ort i kommunen Wildhaus-Alt Sankt Johann i kantonen Sankt Gallen i Schweiz. Den ligger cirka 26 kilometer söder om Sankt Gallen. Orten har 721 invånare (2021).